# Laemophloeus sanguinolentus
Laemophloeus sanguinolentus là một loài bọ cánh cứng trong họ Laemophloeidae. Loài này được Hope năm Gray miêu tả khoa học năm 1831.